# Наумец, Владислав Олегович
Владисла́в Оле́гович Науме́ц (укр. Владислав Олегович Наумець; род. 7 марта 1999, Житомир, Украина) — украинский футболист, полузащитник клуба «Ордабасы».

## Биография
Владислав Наумец родился в Житомире. Заниматься футболом начал, реализовав мечту отца, очень хотел, чтобы его сын стал именно футболистом. С 8-летнего возраста тренировался в ДЮСШ луганской «Зари». В первом же матче отличился сразу семью забитыми мячами. 2014 получил предложение переехать в Киев и продолжить карьеру в академии местного «Динамо». 6 августа 2016 года дебютировал в составе «бело-синих» в матче юношеского первенства (U-19) против полтавского «Ворсклы», заменив на 71-й минуте Дениса Янакова.
С ноября 2014 года привлекался к играм юношеских сборных Украины разных возрастов. Летом 2016 года принял участие в чемпионате Европы по футболу среди юношей до 17 лет, сыграв в дебютном поединке сборной Украины на турнире против сверстников из Германии.
В сентябре 2018 года, отчаявшись пробиться в основной состав «Динамо», Наумец перешел в ряды греческого клуба «ПАС (Янина)», с которым заключил трехлетнее соглашение. 1 ноября того же года дебютировал за новый клуб в Кубке Греции, а 14 января 2019 впервые появился на поле в поединке греческой Суперлиги против «АЕКа».
1 августа 2022 года Наумец стал игроком одесского «Черноморца».